# Baszta Czarownic
Baszta Czarownic w Słupsku – baszta starego, wybudowanego w okresie od początku XIV do połowy XV wieku obwarowania miasta, które powstało w miejscu wzmiankowanej już w 1325 roku występującej tu palisady.
Obwarowania zostały zbudowane z kamieni narzutowych i cegły, są układane w wątku wendyjskim i polskim. Bramy były budowane z cegły. Wysokość murów w Słupsku wynosiła około 6,5 m. Mury były umacniane basztami. Otaczająca mury rzeka Słupia stanowiła dodatkową obronę dla miasta. Mury wznoszone były etapami, w pierwszym etapie tj. w połowie XIV wieku posiadały drewniane nadbudowy. W okresie od 1348 do 1385 roku podwyższono bramy, uzupełniono mury od południowo-zachodniej strony miasta. W XV wieku zabudowano górne kondygnacje bram i zabudowano tworząc zamkniętą konstrukcję Baszty Czarownic. 
W XVII wieku wprowadzono już nowożytny system obronny na zewnątrz murów; wnętrze Baszty Czarownic zostało przekształcone na więzienie. W więzieniu tym przetrzymywano kobiety w czasie śledztwa, które polegało głównie na zadawaniu tortur, kobiety te posądzano o czynienie czarów i przetrzymywano je również tu przed egzekucją – spaleniem na stosie. Ostatnią ofiarą procesu o czary w pruskim wówczas Słupsku, była katoliczka Trina Papisten. Wnętrza bram murów miejskich w tym czasie zostały przekształcone na mieszkania. Ówczesny wygląd baszty uwieczniony jest na mapie E. Lubinusa. 
Już od początku XIX wieku Baszta czarownic została przekształcona na stajnię, następnie znów stała się więzieniem od 1871 roku. Baszta została uszkodzona w 1945 roku podczas działań wojennych.
Odbudowa baszty czarownic miała miejsce w latach 1970–1973, nastąpiło przy tym przekształcenie wnętrz i elewacji od strony miasta. Baszta znajduje się przy współczesnej alei Francesco Nullo 13.

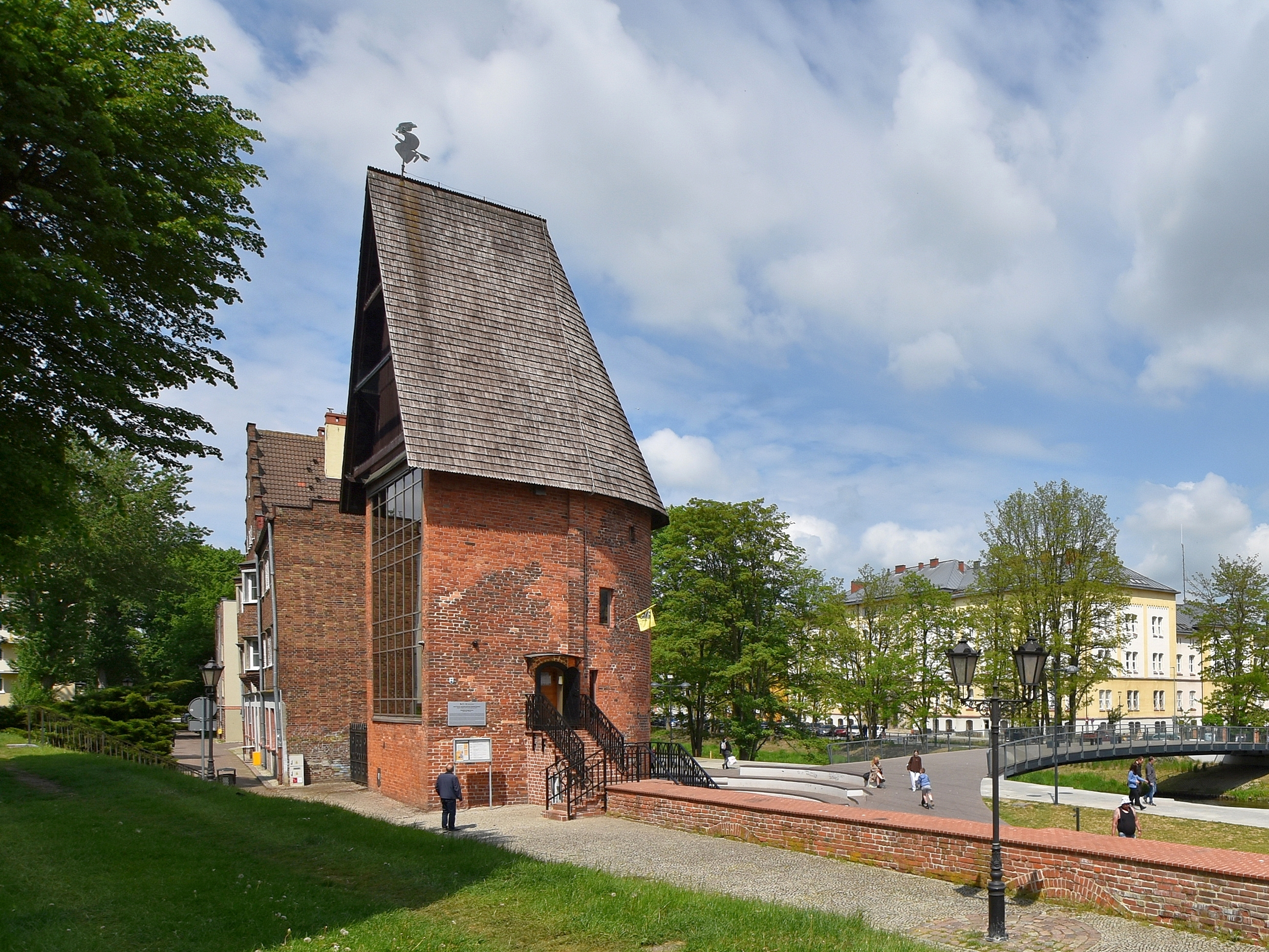
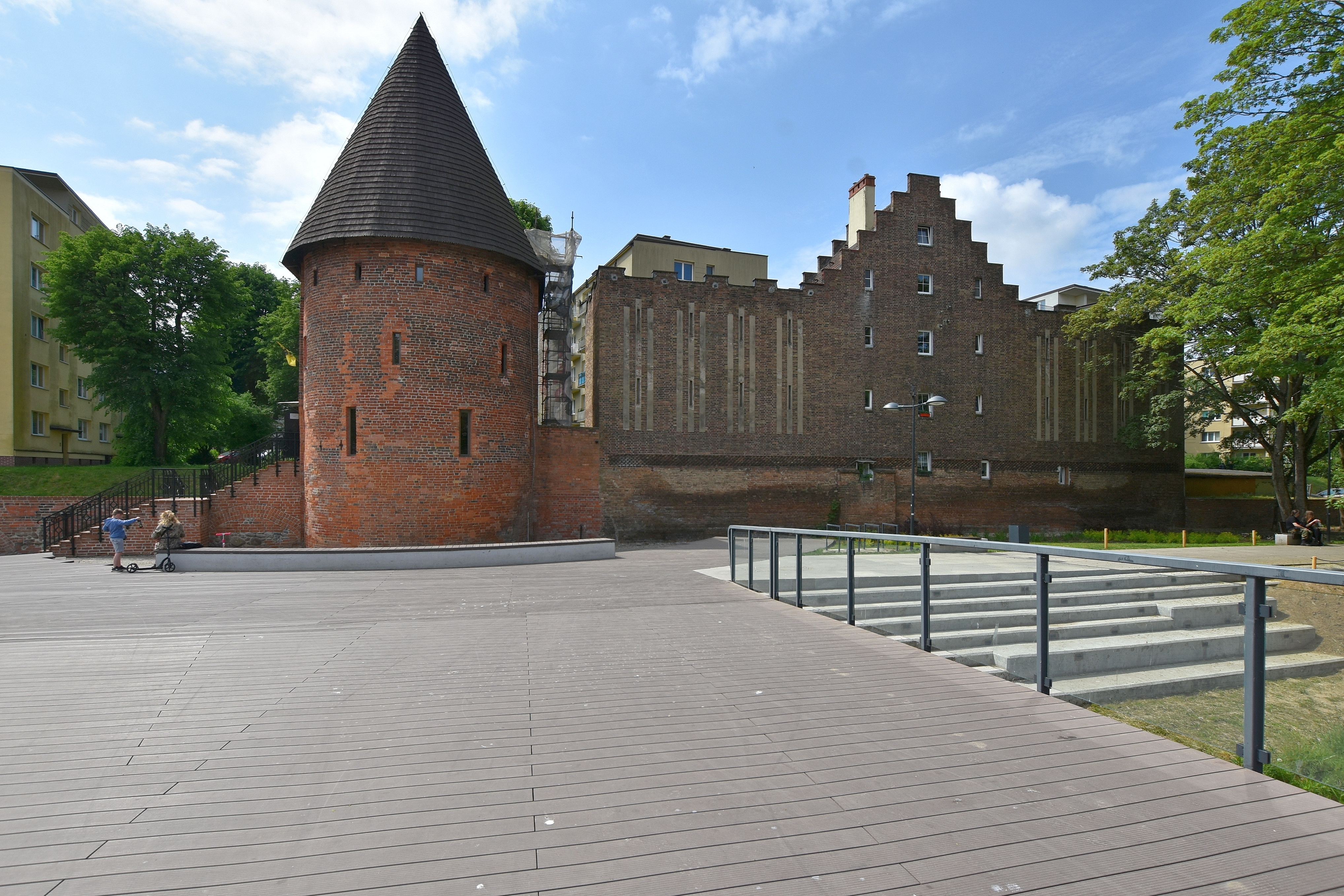
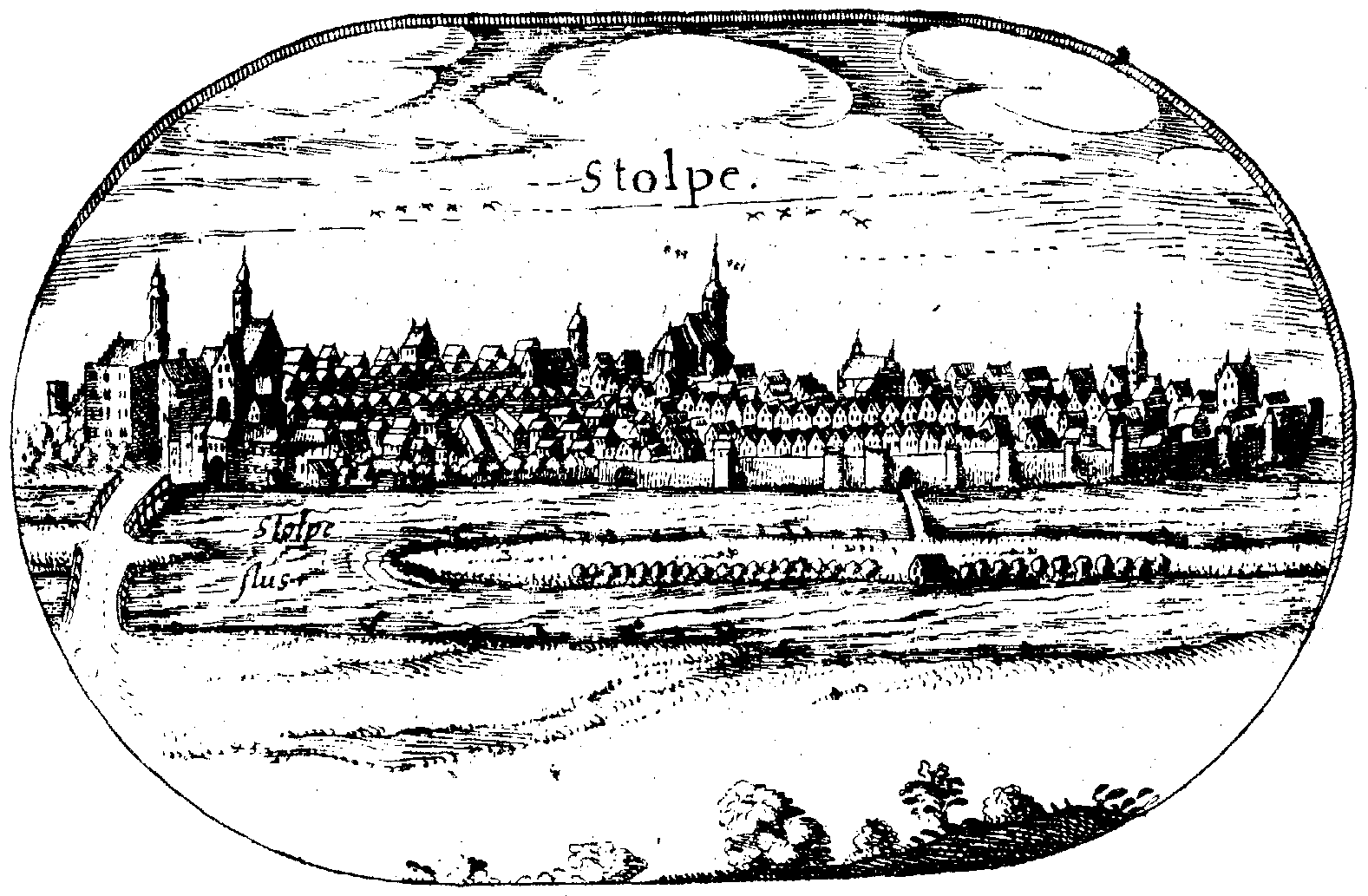
Panorama Słupska z Basztą Czarownic na mapie Lubinusa, XVII w.